# Teracom Mobile Links
Teracom Mobile Links var ett företag inom Teracom-koncernen som erbjöd tillfälliga kommunikationslösningar för bild, ljud och data på marknaden i Europa. Bolaget ägdes till 100 % av Teracom och bildades 2001. Verksamheten bedrevs fram till dess inom moderbolaget och dessförinnan inom Televerket Radio. Teracom Mobile Links hade 2004 Skandinaviens största flotta av mobila sändare till satelliter. Bolaget fanns representerat i Stockholm, Göteborg, Malmö och Sundsvall.
Den 1 juni 2005 meddelade Teracom att de säljer verksamheten i Mobile Links med 30 anställda till Twentyfourseven. Teracoms anledning till försäljningen var renodling av verksamheten samt att Mobile Links inte passade in i Teracoms ambition att vara nätoperatör. I och med försäljningen blir det nya namnet Twentyfourseven Mobile Links. Sedan 2008 den 2 december 2008 bedrivs verksamheten vidare genom ett uppköp från en av skandinaviens största aktörer inom Outside Broadcast, Mediatec. Mediatec Mobile Links består av en flotta av 12 stycken fordon. 